# Winsor McCay
Winsor McCay, puno ime Winsor Zenis McCay (Spring Lake, Michigan, 26. rujna 1869. – Brooklyn, New York, 26. srpnja 1934.), američki autor stripova i pionir animiranog filma.

## Životopis
Isprva radi kao strip crtač. 1903. objavljuje strip Dreams of a Rarebit Fiend u listu Evening Telegram. 1905. objavljuje u listu Harold strip Mali Nemo (puno ime Mali Nemo u zemlji snova). 
1911. objavljuje, nakon 4 godine rada i oko 4,000 crteža koje je sam izveo, kratki animirani film Mali Nemo. Njegov je najpopularni animirani film Gertie dinosaur. Kreativni vrhunac njegove karijere predstavlja animirani film Potapanje Lusitanije (1918), s oko 25,000 crteža. Film je inspiriran stvarnim događajem njemačkog napada na britanski brod Lusitania, 7. svibnja 1915.
McCay se povlači s rada na animiranom filmu 1920-ih. Sam je izvodio sve crteže na svojim filmovima. U to vrijeme animirani film u potpunosti potpada pod zakone tržišta (ekipna podjela rada). McCay se općenito smatra prvim klasikom animiranog filma.

## Stripovi (izbor)
- Little Sammy Sneeze (1904-1906)
- Dream of a Rarebit Fiend (1904-1913)
- The Story of Hungry Henrietta (1905)
- A Pilgrim's Progress (1905-1910)
- Little Nemo in Slumberland (1905-1914)
- Poor Jake (1909-1911)

## Filmografija
- Little Nemo (1911) a.k.a Winsor McCay, the Famous Cartoonist of the N.Y. Herald and His Moving Comics (1911)
- How a Mosquito Operates (1912)
- Gertie the Dinosaur (1914)
- The Sinking of the Lusitania (1918)
- The Dream of a Rarebit Fiend (1921)
- Dreams of the Rarebit Fiend: The Pet (1921)
- Dreams of the Rarebit Fiend: The Flying House (1921)
- Dreams of the Rarebit Fiend: Bug Vaudeville (1921)
- Gertie on Tour (1921)
- Flip's Circus (1921)
- The Centaurs (1921)
- The Midsummer's Nightmare (1922)

## Vanjske poveznice
- Winsor McCay Biography  Arhivirana inačica izvorne stranice od 28. svibnja 2014. (Wayback Machine)
- Internet Movie Database profile of the 1911 short film
- Internet Movie Database profile of the 1990 video game
- Internet Movie Database profile of the 1992 feature film